# Alexandru Ene
Alexandru Ene (* 19. September 1928 in Brăila, Kreis Brăila; † 22. Mai 2011 in Bukarest) war ein rumänischer Fußballspieler. Um Verwechslungen mit seinem Nachnamensvetter Gheorghe Ene zu vermeiden, wurde er in der rumänischen Sportpresse als Ene I geführt.

## Karriere

### Verein
Ene begann seine Fußballerkarriere im Jahr 1941 bei Olimpia Bukarest. 1947 wechselte er zu Metalochimic Bukarest, der sich 1949 in Metalul Bukarest umbenannte. Im Alter von 19 Jahren debütierte Ene am 22. August 1948 in der Divizia A bei der Niederlage gegen CFR Timișoara. 1951 erfolgte der Wechsel zu Dinamo Bukarest, für den er mit Ausnahme der Vorrunde der Saison 1953, in welcher Ene für Dinamo Orașul Stalin spielte, bis zu seinem Karriereende 1960 aktiv war. In dieser Zeit gewann er einen rumänischen Meistertitel, wurde einmal Pokalsieger und war in der Saison 1954 bester Torschütze der Divizia A.
Ene kam auf insgesamt 179 Meisterschaftsspiele, in denen er 105 Tore schoss. Des Weiteren bestritt er in der Saison 1956/57 4 Spiele für Dinamo im Europapokal der Landesmeister und schoss dabei ein Tor.
Nach seiner aktiven Karriere arbeitete er vorrangig in seinem Beruf als Wirtschaftswissenschaftler weiter und war im Zeitraum 1971 bis 1973 Vizepräsident von Dinamo Bukarest. 2008 verschlechterte sich Enes Gesundheitszustand und dank der finanziellen Unterstützung durch Nicolae Badea, dem Präsidenten von Dinamo Bukarest, konnte eine Amputation seines linken Beines operativ verhindert werden. Im Mai 2011 verstarb Ene im Alter von 82 Jahren.

### Nationalmannschaft
Ene bestritt insgesamt elf Spiele für die rumänische Fußballnationalmannschaft und erzielte dabei fünf Tore. Sein Debüt gab er am 28. Juni 1953 gegen Bulgarien.

## Erfolge
- Rumänischer Meister: 1955
- Rumänischer Pokalsieger: 1959
- Rumänischer Torschützenkönig: 1954